# 1.22.03.Acoustic
Albums de Maroon 5
Songs About Jane
(2002) Live: Friday the 13th
(2005)
1.22.03.Acoustic est un album live du groupe américain Maroon 5. Il a été enregistré le 22 janvier 2003, au studio The Hit Factory, à New York et sort le 22 juin 2004 sous le label Octone.
Cet album, qui reprend des titres live, en version acoustique, de l'album Songs About Jane, s'est classé no 42 aux États-Unis et est certifié disque d'or.

## Liste des titres
| 1.    | This Love                     | 4:15 |
| 2.    | Sunday Morning                | 4:14 |
| 3.    | She Will Be Loved             | 4:36 |
| 4.    | Harder to Breathe             | 3:09 |
| 5.    | The Sun                       | 5:18 |
| 6.    | If I Fell                     | 3:23 |
| 7.    | Highway to Hell (Bonus Track) | 4:30 |
| 29:24 |                               |      |